# BR-020
La BR-020 es una carretera federal radial brasileña. Su punto de partida está en la ciudad de Brasilia, y el final, en Fortaleza. Pasa por el Distrito Federal y por los estados de Goiás, Bahía, Piauí y Ceará. Inaugurada en el gobierno del presidente Juscelino Kubitschek, la carretera tiene 2.038 kilómetros.
En los estados de Bahía y Piauí, existen largos tramos de la carretera que están hechos de tierra, y también tramos que no se han construido hasta el día de hoy, que aún se encuentran en etapa de planificación, lo que obliga a los conductores a utilizar otras carreteras para llegar a su destino.
El camino pasa por la región de MATOPIBA (en el sur de Piauí Y en el oeste de Bahía), que es un importante productor de soja, maíz y algodón, entre otros productos.